# Lagarotis didyma
Lagarotis didyma är en stekelart som först beskrevs av Thomson 1894.  Lagarotis didyma ingår i släktet Lagarotis och familjen brokparasitsteklar. Inga underarter finns listade i Catalogue of Life.